# Gmina związkowa Gerolstein (1968–2018)
Gmina związkowa Gerolstein (niem. Verbandsgemeinde Gerolstein) − dawna gmina związkowa w Niemczech, w kraju związkowym Nadrenia-Palatynat, w powiecie Vulkaneifel. Siedziba gminy związkowej znajdowała się w mieście Gerolstein.

## Podział administracyjny
Gmina związkowa zrzeszała trzynaście gmin, w tym jedną gminę miejską (Stadt) oraz dwanaście gmin wiejskich:
1. Berlingen
2. Birresborn
3. Densborn
4. Duppach
5. Gerolstein
6. Hohenfels-Essingen
7. Kalenborn-Scheuern
8. Kopp
9. Mürlenbach
10. Neroth
11. Pelm
12. Rockeskyll
13. Salm

1 stycznia 2019 gmina związkowa została połączona z gminą związkową Hillesheim oraz Obere Kyll tworząc jednocześnie nową gminę związkową Gerolstein.